# Campbell Town
Campbell Town är en ort i Australien. Den ligger i kommunen Northern Midlands och delstaten Tasmanien, i den sydöstra delen av landet, omkring 110 kilometer norr om delstatshuvudstaden Hobart. Antalet invånare är 925.
Trakten runt Campbell Town är nära nog obefolkad, med mindre än två invånare per kvadratkilometer.. Campbell Town är det största samhället i trakten. 
Trakten runt Campbell Town består till största delen av jordbruksmark. Genomsnittlig årsnederbörd är 872 millimeter. Den regnigaste månaden är juli, med i genomsnitt 100 mm nederbörd, och den torraste är januari, med 39 mm nederbörd.